# Kanton Duffel
Kanton Duffel is een kieskanton in de provincie Antwerpen en het arrondissement Mechelen. Het is de bestuurslaag boven die van de desbetreffende gemeenten. Tot 1970 was er ook een gerechtelijk kanton Duffel met een vredegerecht.

## Kieskanton Duffel
Het kieskanton Duffel ligt in het provinciedistrict Lier, het kiesarrondissement Mechelen-Turnhout en ten slotte de kieskring Antwerpen. Het beslaat de gemeenten Duffel, Bonheiden en Sint-Katelijne-Waver en bestaat uit 44 stembureaus.

### Structuur
| Duffel           | Duffel           | Supranationaal         | Nationaal                         | Nationaal           | Gemeenschap         | Gewest              | Provincie           | Arrondissement    | Provinciedistrict | Kanton          | Gemeente                                 | District         |
| ---------------- | ---------------- | ---------------------- | --------------------------------- | ------------------- | ------------------- | ------------------- | ------------------- | ----------------- | ----------------- | --------------- | ---------------------------------------- | ---------------- |
| Administratief   | Niveau           | Europese Unie          | België                            | België              | Vlaanderen          | Vlaanderen          | Antwerpen           | Mechelen          | Mechelen          | Mechelen        | Duffel, Bonheiden & Sint-Katelijne-Waver | -                |
| Administratief   | Bestuur          | Europese Commissie     | Belgische regering                | Belgische regering  | Vlaamse regering    | Vlaamse regering    | Deputatie           | Deputatie         | Deputatie         | Deputatie       | Gemeentebestuur                          | Districtscollege |
| Administratief   | Raad             | Europees Parlement     | Kamer van volksvertegenwoordigers | Vlaams Parlement    | Vlaams Parlement    | Vlaams Parlement    | Provincieraad       | Provincieraad     | Provincieraad     | Provincieraad   | Gemeenteraad                             | Districtsraad    |
| Kiesomschrijving | Kiesomschrijving | Nederlands Kiescollege | Kieskring Antwerpen               | Kieskring Antwerpen | Kieskring Antwerpen | Kieskring Antwerpen | Kieskring Antwerpen | Mechelen-Turnhout | Lier              | Duffel          | Duffel, Bonheiden & Sint-Katelijne-Waver | -                |
| Verkiezing       | Verkiezing       | Europese               | Federale                          | Federale            | Vlaamse             | Vlaamse             | Provincieraads-     | Provincieraads-   | Provincieraads-   | Provincieraads- | Gemeenteraads-                           | Districtsraads-  |

### Uitslagen VerkiezingVlaams Parlement
In 1999 waren er 37.920 stemgerechtigden, in 2004 38.751, in 2009 40.028 en in 2014 nam dit aantal toe tot 40.827. Hiervan brachten respectievelijk 34.313 (1999), 35.406 (2004), 36.395 (2009) en 37.274 (2014) een stem uit.
| Partij                    | 1999   | 2004   | 2009   | 2014   |
| ------------------------- | ------ | ------ | ------ | ------ |
| sp.a-SPIRIT               | x      | 11,83% | x      | x      |
| SP/sp.a                   | 8,18%  | x      | 9,74%  | 7,08%  |
| SLP                       | x      | x      | 0,67%  | x      |
| VU-iD21                   | 9,56%  | x      | x      | x      |
| CD&V-N-VA                 | x      | 31,88% | x      | x      |
| CVP/CD&V                  | 26,80% | x      | 26,03% | 24,23% |
| N-VA                      | x      | x      | 18,59% | 38,19% |
| VLD-VIVANT                | x      | 18,68% | x      | x      |
| VLD/Open Vld              | 21,66% | x      | 13,19% | 11,71% |
| Vivant                    | 1,76%  | x      | x      | x      |
| AGALEV/Groen!             | 12,28% | 8,08%  | 6,33%  | 8,60%  |
| VLAAMS BLOK/Vlaams Belang | 18,25% | 28,15% | 16,82% | 6,48%  |
| LDD                       | x      | x      | 7,12%  | x      |
| PVDA                      | 0,44%  | 0,44%  | 0,77%  | 2,08%  |
| Andere Partijen           | 1,08%  | 0,94%  | 0,74%  | 1,63%  |
| Blanco of Ongeldig        | 4,44%  | 4,97%  | 4,64%  | 3,66%  |

### Uitslagen VerkiezingEuropees Parlement
In 1999 waren er 37.934 stemgerechtigden, in 2004 38.801 stemgerechtigden en in 2009 nam dit aantal verder toe tot 40.102. Hiervan brachten respectievelijk 34.325 (1999), 35.457 (2004) en 36.469 (2009) een stem uit.
| Partij                    | 1999   | 2004   | 2009   |
| ------------------------- | ------ | ------ | ------ |
| sp.a-SPIRIT               | x      | 11,78% | x      |
| SP/sp.a                   | 9,02%  | x      | 8,97%  |
| SLP                       | x      | x      | 0,43%  |
| VU/iD21                   | 11,32% | x      | x      |
| CD&V-N-VA                 | x      | 33,61% | x      |
| CVP/CD&V                  | 25,27% | x      | 26,57% |
| N-VA                      | x      | x      | 11,89% |
| VLD-VIVANT                | x      | 20,33% | x      |
| Open Vld                  | 21,57% | x      | 18,93% |
| Vivant                    | 1,63%  | x      | x      |
| AGALEV/Groen!             | 13,08% | 8,27%  | 7,85%  |
| VLAAMS BLOK/Vlaams Belang | 17,25% | 25,27% | 17,53% |
| LDD                       | x      | x      | 6,80%  |
| PVDA                      | 0,40%  | 0,46%  | 0,65%  |
| Andere Partijen           | 0,47%  | 0,29%  | 0,36%  |
| Blanco of Ongeldig        | 4,35%  | 4,07%  | 4,21%  |